# Enola Holmesová (knižní série)
Enola Holmesová (The Enola Holmes Mysteries) je série detektivních románů pro mládež od americké autorky Nancy Springerové, hlavní postavou je Enola Holmesová, čtrnáctiletá sestra již slavného, o dvacet let staršího, Sherlocka Holmese V sérii je sedm knih, všechny napsané v letech 2006 – 2021.
Když jejich matka zmizí, rozhodnou se Enolini mnohem starší bratři, Sherlock Holmes a jeho bratr Mycroft, poslat Enolu proti její vůli do internátní školy. Ta místo toho, s pomocí své matky, která jí poskytla tajně  finanční prostředky a naučila ji tajnou šifru, aby spolu mohly komunikovat, uteče do Londýna, kde založí detektivní kancelář specializujícího se na hledání pohřešovaných osob. Enola navíc musí unikat před svými bratry, kteří jsou odhodláni ji najít a donutit jí, aby se přizpůsobila jejich očekáváním.
Tato pastišová série si vypůjčuje postavy a prostředí ze zavedeného kánonu Sherlocka Holmese, ale postava Enoly je výtvorem Springerové a je pro tuto sérii specifická. První kniha, Případ pohřešovaného markýze, a pátá, Případ kódované krinolíny, byly v letech 2007 a 2010 nominovány na cenu Edgar nejlepší záhadu pro mladé.
V roce 2020 byla knižní série adaptována do filmu s Millie Bobby Brownovou v titulní roli a Henry Cavillem hrajícím Sherlocka Holmese.